# Guanzhong (région)
Cet article concerne la région. Pour la race chevaline, voir Guanzhong. Pour le Premier ministre de Qi, voir Guan Zhong.
Le Guanzhong (chinois simplifié : 关中 ; chinois traditionnel : 關中 ; pinyin : Guānzhōng) ou plaine de la Wei  est une région historique de Chine correspondant à la basse vallée de la Wei.

## Origine du nom

Plaine chinoise à l'époque des royaumes combattants.

Le nom du Guanzhong date de la période des royaumes combattants[réf. souhaitée] et se réfère aux passes, cols ou passagess stratégiques, qui entourent la région :
- le col de San (zh) ou Dasan à l'ouest ;
- le col de Hangu (zh) et le col de Tong (zh) à l'est, sur la rive sud du fleuve Jaune à proximité des monts Xiao;
- le col de Wu (zh) au sud ;
- le col de Xiao (zh) et le col de Jinsuo au nord.

Guanzhong signifie littéralement « entre les passes » par opposition à Guandong qui signifie « l'est des passes » et qui désignait alors la grande plaine de Chine du Nord.

## Géographie

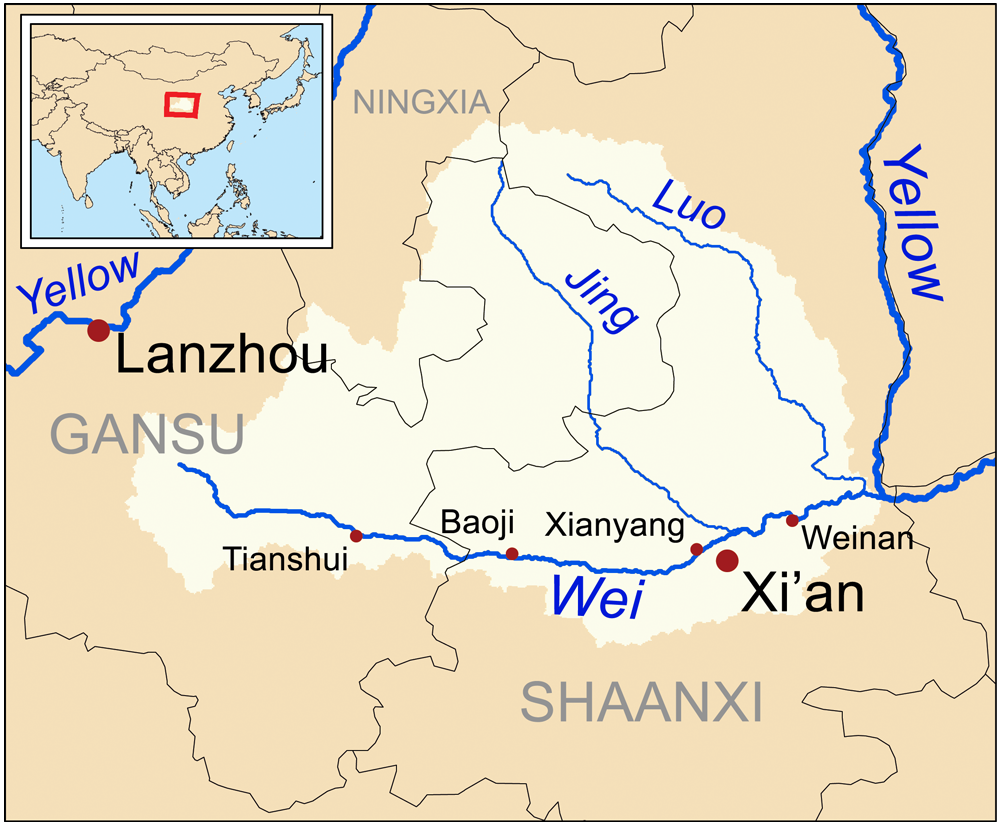
Bassin de la Wei

Le Guanzhong comprend la partie centrale de Shaanxi ainsi que l'extrême ouest de l'actuel Henan.
L'altitude moyenne de la plaine est d'environ 500 mètres.
Il est bordé au nord par le plateau de lœss et au sud par les monts Qinling.
Les plus grandes villes du Guanzhong sont Xi'an, la capitale du Shaanxi, ainsi que Tongchuan, Baoji, Xianyang et Weinan.

## Histoire
C'est en partant du Guanzhong que la dynastie Zhou a renversé la Dynastie Shang au XIe av. J.-C.
L'État de Qin, originaire du Gansu, s'est déplacé plus tard vers l'est du Guanzhong. Favorisé par le sol fertile et les systèmes d'irrigation du Guanzhong, Qin a construit sa puissance à la période des Royaumes combattants et a finalement unifié la Chine.
12 dynasties dont les Zhou occidentaux, les Qin, les Han occidentaux, les Sui et les Tang ont eu leur capitale dans le Guanzhong.
Sous les Tang, le centre économique de la Chine s'est déplacé au sud du bassin du Yangzi Jiang et le Guanzhong est devenu dépendant des approvisionnements par le Grand Canal. Après la mise à sac de Chang'an (zh) (l'actuelle Xi'an) en 763, le Guanzhong est devenu de moins en moins important politiquement et économiquement.